# Homoneura inops
Homoneura inops är en tvåvingeart som först beskrevs av Walker 1858.  Homoneura inops ingår i släktet Homoneura och familjen lövflugor. Inga underarter finns listade i Catalogue of Life.